# Sycantha tenella
Sycantha tenella is een sponssoort in de taxonomische indeling van de kalksponzen (Calcarea). De spons leeft in de zee en zijn parenchym bestaat uit calciumcarbonaat.
De spons behoort tot het geslacht Sycantha en behoort tot de familie Sycanthidae. De wetenschappelijke naam van de soort werd voor het eerst geldig gepubliceerd in 1891 door Lendenfeld.